# どこでもドラえもん
どこでもドラえもん（ごとうちドラえもん、どこドラ、地域限定ドラえもん）とは、「ドラえもん」を、日本全国各地用に開発した地域限定商品のことである。発売元は株式会社エポック社、販売元は株式会社ハピネスとなっている。

## 概要
初出は、2002年5月に全国7箇所同時に発売された。2007年に5周年を迎え、47都道府県全てのバージョンが存在する。2010年5月からは台湾でも展開されている。さらに、売場限定品として、産地限定品や、偉人ゆかりの地、動物園などのバージョンも存在している。
デザインは、基本的にその地域の名産・名物・物語・歴史・スポーツチーム・人物などをモチーフに構成されている。

### 主な商品形態
根付やファスナーマスコットなどの小物が中心。その他、マスコット、どら焼き、菓子、キーカバー、文具など。
実際に物産品として販売されているデザイン以外にも、小学館が行った「どこでもドラえもん　イラストコンテスト」等のデザインのみのキャラクターも存在している。

### 販売店
全国のお土産売場を中心に、高速道路、空港駅売店などで販売されている。基本的にその地域のみでの販売であるが、ドラえもんのイベント会場などで販売されていることもある。
2004年12月から2007年11月まで、ビビットスクエア内に「どこでもドラえもんショップ」が存在した。

## その他
ご当地キティ#関連商品を参照。